# Талалаевский (хутор)
Талала́евский — хутор в Неклиновском районе Ростовской области.
Входит в состав Васильево-Ханжоновского сельского поселения.

## Население
| 2010 |
| ---- |
| 211  |

## Улицы
- ул. Заречная,
- пер. Поляковский.